# Johannes von Vacano
Johannes von Vacano (* 26. März 1926 in Köln; † 12. November 2006) war ein deutscher Diplomat.

## Leben
Johannes „Hans“ von Vacano stammte aus der Ehe des Landgerichtspräsidenten in Bochum, Franz Johannes von Vacano (1876–1947), und Margarethe, geborene Freiin von Feilitzsch (* 1885).
Er studierte Rechtswissenschaften an der Eberhard Karls Universität Tübingen und besuchte anschließend die Deutsche Hochschule für Verwaltungswissenschaften Speyer (Diplomatenschule) in Speyer. Er trat in den diplomatischen Dienst des Auswärtigen Amtes ein, war von 1971 bis 1973 in Bonn (zuletzt als stellvertretender Chef-Protok.) tätig und nach Auslandseinsätzen in Bagdad, Moskau, Madrid und am NATO Defense College in Rom von 1973 bis 15. Februar 1979 Gesandter und Vertreter des Botschafters in Buenos Aires, Argentinien.
1979 bis 1982 war er Botschafter in La Paz in Bolivien und ab 1982 Botschafter der Bundesrepublik Deutschland in Nairobi für Kenia sowie den Seychellen und Somalia sowie ständiger Vertreter der UNEP und HABITAT (Nairobi). Nach seinem Einsatz als Botschafter in Lima in Peru ging er 1991 in den Ruhestand.
Von Vacano war katholisch und seit 1959 verheiratet mit Francesca, geborene Gräfin Pietromarchi. Er hatte zwei Kinder (Paul Lucas und Stefanie Gabriella).

## Ehrungen
- Bundesverdienstkreuz 1. Klasse des Verdienstordens der Bundesrepublik Deutschland (1983)